# リーガ・エスパニョーラ1935-1936
この項目では、1935-1936年シーズンのリーガ・エスパニョーラ (ラ・リーガ、プリメーラ・ディビシオン)について述べる。
リーガ・エスパニョーラ1935-1936は、スペインのプロサッカーリーグ、リーガ・エスパニョーラの8回目のシーズンである。
1935年10月10日に開幕し、1936年4月19日に閉幕。アスレティック・ビルバオが4回目の優勝を決めた。
なお、このシーズンの終了後にスペイン内戦が勃発。以降3シーズンにわたり開催が中止された。

## 1935-1936年シーズンの昇降格
| セグンダ・ディビシオンへ降格                              | プリメーラ・ディビシオンへ昇格      |
| --------------------------------------------------------- | ----------------------------------- |
| ドノスティアFC (11位) アレナス・クルブ・デ・ゲチョ (12位) | エルクレスFC (1位) CAオサスナ (2位) |

## 1935-1936年シーズンのリーガ・エスパニョーラのチーム
| クラブチーム             | ホームタウン   | スタジアム             | 監督                                                                 |
| ------------------------ | -------------- | ---------------------- | -------------------------------------------------------------------- |
| アスレティック・ビルバオ | ビルバオ       | サン・マメス           | ホセ・マリア・オラバリア →ウィリアム・ガーバット                     |
| アトレティコ・マドリード | マドリード     | メトロポリターノ       | フレッド・ペントランド →マルティン・マルクレタ →ホセ・サミティエール |
| FCバルセロナ             | バルセロナ     | ラス・コルツ           | パトリック・オコネル                                                 |
| ベティス・バロンピエ     | セビリア       | パトロナート・オブレロ | チャールズ・スレイド →アンドレス・アランダ                           |
| CDエスパニョール         | バルセロナ     | サリア                 | パトリシオ・カイセド                                                 |
| エルクレスFC             | アリカンテ     | バルディン             | マヌエル・スアレス                                                   |
| マドリードFC             | マドリード     | チャマルティン         | パコ・ブル                                                           |
| CAオサスナ               | パンプローナ   | サン・フアン           | エミリオ・ウルディオス                                               |
| オビエドFC               | オビエド       | ブエナビスタ           | ホセ・マリア・ペーニャ                                               |
| ラシン・サンタンデール   | サンタンデール | エル・サルディネーロ   | フランシスコ・ゴンサレス・ガラン                                     |
| セビージャFC             | セビリア       | ネルビオン             | ラモン・エンシナス                                                   |
| バレンシアFC             | バレンシア     | メスタージャ           | ディエゴ・アリーバス                                                 |

## シーズンの流れ

### 優勝争い
優勝監督パトリック・オコネルをFCバルセロナに引き抜かれた王者ベティス・バロンピエは、「ホームで強くアウェイで弱い」チームに逆戻りし優勝争いに絡めなかった。FCバルセロナは宿敵マドリードFCに全敗したが、前半戦から中盤戦にかけて3連勝を2回記録し上位をよく追随。だが第15節からの4連敗で首位と勝ち点7差がつき脱落した。
リーグ最多の総得点63を記録し、ランガラが3年連続得点王となった3位オビエドFCは3連勝1回止まりで、2節を残し初優勝の可能性が消えた。毎年上位と下位を行き来するラシン・サンタンデールにとって今季は「上位争いの番」で、3人が二桁得点を記録し昨季10位から4位へ飛躍。だが3連勝1回では無理があった。
それら有力チームが脱落した後に残ったのは、アスレティック・ビルバオとマドリードの二強だった。マドリードも序盤に連敗を一度経験し、3連勝を2度記録するが、独走できなかった。それでもビルバオの取りこぼしでレースは激化し、後半戦は1-2節ごとに首位が入れ替わった。
ビルバオは前半戦に5連勝し、第10節のサン・マメスでのマドリードとの直接対決も1-0で勝った。だが直後にオサスナに0-4と大敗するなど、こちらも独走状態に入れず。第19節にはラシンがビルバオを破り、オビエドもマドリードに勝ち、3位以下がリーグを盛り上げたが、この両者は第20節で揃って敗れ脱落。マドリードとビルバオは勝利し、二強の争いに収束した。
迎えた第21節のチャマルティンでの直接対決は、マドリードが0-1から逆転し首位奪取に近づくが、結局2-2のドロー。ビルバオ単独首位のまま最終節を迎えた。敵地でベティスと対戦したマドリードは12分にサニュドが幸先よく先制点を奪う。だがサン・マメスでは23分、エリセスが最下位オサスナから先制点を奪いビルバオにリードをもたらす。65分にはビルバオで最後のシーズンとなったバタが追加点、そのまま逃げきり2年ぶり4回目の優勝を決めた。ビルバオの敗北に一縷の望みをかけたマドリードは、83分にアドルフォに同点弾を許しドロー。他力優勝も勝ち点2積み上げも叶わなかった。

### 残留争い
セグンダ王者エルクレスFCは開幕直後苦しむが、その後は中位に定着し一時期は上位を狙う戦いぶりで4節を残し残留が決定。一方のCAオサスナは3連敗2回など低迷したが、終盤まで残留圏を維持。CDエスパニョールは2年前の優勝監督パトリシオ・カイセドが就任するも低迷。彼等を開幕から絶不調のセビージャFCとアトレティコ・マドリードが追う展開になった。
第21節にオサスナが敗れ、アトレティコが勝ち点1を積み順位が逆転。オサスナとの当該対戦で劣る勝ち点16の9位エスパニョール、勝ち点15の10位アトレティコ、揃って勝ち点14の11位オサスナ・12位セビージャが四つ巴で最終節に臨んだ。まず勝ち点1追加で残留が決まるエスパニョールはホームでラシンとドロー。オサスナは優勝を目前にしたビルバオが相手、しかもアウェイでは分が悪く0-2で敗れ降格決定。
そして10位アトレティコと最下位セビージャがメトロポリターノで直接対決。アトレティコが15分に先制するも、勝利が必要なセビージャは前半終了直前に同点ゴール。流れは急速に変わり、後半に入りセビージャは45分に逆転弾・60分に追加点を奪い1-3。アトレティコは75分に1点を返し、終了間際にPKを獲得。これを決めて引き分ければ残留決定だったが、失敗して2-3で敗北。セビージャが大逆転で残留を決めた。昇格初年度のオサスナは終盤の失速が悔やまれる最下位降格。監督を2回代えるなど迷走したアトレティコは2度目の降格が決定した。
しかしこの時点ではまだ誰も予想していなかった事だが、シーズン終了後に始まったスペイン内戦の被害がこの決定を覆すことになった。

## 結果

### 順位表
| 順 | チーム                       | 試 | 勝 | 分 | 敗 | 得 | 失 | 差  | 点 | 降格                                      |
| -- | ---------------------------- | -- | -- | -- | -- | -- | -- | --- | -- | ----------------------------------------- |
| 1  | アスレティック・ビルバオ (C) | 22 | 14 | 3  | 5  | 59 | 33 | +26 | 31 |                                           |
| 2  | マドリードFC                 | 22 | 13 | 3  | 6  | 62 | 35 | +27 | 29 |                                           |
| 3  | オビエドFC                   | 22 | 12 | 4  | 6  | 63 | 47 | +16 | 28 | 1年間の期限付き離脱                       |
| 4  | ラシン・サンタンデール       | 22 | 13 | 1  | 8  | 58 | 46 | +12 | 27 |                                           |
| 5  | FCバルセロナ                 | 22 | 11 | 2  | 9  | 39 | 32 | +7  | 24 |                                           |
| 6  | エルクレスFC                 | 22 | 11 | 2  | 9  | 37 | 41 | −4  | 24 |                                           |
| 7  | ベティス・バロンピエ         | 22 | 9  | 2  | 11 | 31 | 46 | −15 | 20 |                                           |
| 8  | バレンシアFC                 | 22 | 7  | 5  | 10 | 36 | 42 | −6  | 19 |                                           |
| 9  | セビージャFC                 | 22 | 8  | 1  | 13 | 36 | 53 | −17 | 17 |                                           |
| 10 | CDエスパニョール             | 22 | 6  | 4  | 12 | 27 | 48 | −21 | 16 |                                           |
| 11 | アトレティコ・マドリード (O) | 22 | 6  | 3  | 13 | 34 | 50 | −16 | 15 |                                           |
| 12 | CAオサスナ (R)               | 22 | 7  | 0  | 15 | 46 | 55 | −9  | 14 | セグンダ・ディビシオン1939–1940へ自動降格 |

1. ↑  オビエドFCは降格圏ではなかったが、内戦被害でスタジアムのピッチ状態が悪化し試合開催が不可能なため、再開初年度のシーズンに参加できなかった。連盟はオビエドに1年間ピッチ修復の猶予を与え、その後に自動的にプリメーラに復帰させる「期限付き離脱」で合意。その結果アトレティコ・マドリードとCAオサスナのどちらかを残留させるためプレーオフを行うことになるが、当初は両方とも自動降格する予定であった[39][40]。
2. 1 2  FCバルセロナはエルクレスFCに対し2-2、1-0の1勝1分けで、当該対戦勝ち点が3-1のため順位が上になった。

### 勝敗表
| ホーム / アウェイ        | ATH | ATM | BAR | BET | ESP | HER | MAD | OSA | OVI | RAC | SEV | VAL |
| ------------------------ | --- | --- | --- | --- | --- | --- | --- | --- | --- | --- | --- | --- |
| アスレティック・ビルバオ | —   | 3–1 | 5–2 | 7–0 | 5–2 | 5–3 | 1–0 | 2–0 | 4–2 | 6–1 | 4–1 | 3–2 |
| アトレティコ・マドリード | 1–2 | —   | 0–3 | 5–0 | 3–2 | 1–2 | 2–3 | 2–0 | 3–0 | 1–0 | 2–3 | 2–2 |
| FCバルセロナ             | 2–0 | 5–1 | —   | 1–0 | 2–0 | 1–0 | 0–3 | 5–0 | 5–2 | 2–3 | 4–1 | 0–0 |
| ベティス・バロンピエ     | 1–2 | 3–0 | 2–0 | —   | 3–0 | 1–1 | 1–1 | 5–1 | 1–2 | 3–1 | 1–0 | 3–0 |
| CDエスパニョール         | 2–0 | 2–3 | 1–0 | 3–0 | —   | 3–2 | 3–0 | 3–0 | 1–5 | 1–1 | 6–1 | 3–2 |
| エルクレスFC             | 1–0 | 2–1 | 2–2 | 3–0 | 2–1 | —   | 0–1 | 1–0 | 1–0 | 4–1 | 2–1 | 2–0 |
| マドリードFC             | 2–2 | 3–1 | 3–0 | 5–1 | 6–0 | 5–1 | —   | 6–2 | 5–4 | 2–4 | 3–3 | 4–1 |
| CAオサスナ               | 4–1 | 4–0 | 0–1 | 6–0 | 6–1 | 3–0 | 1–4 | —   | 4–5 | 3–1 | 6–3 | 2–3 |
| オビエドFC               | 3–3 | 4–1 | 2–1 | 2–3 | 5–2 | 5–2 | 1–0 | 5–2 | —   | 4–2 | 0–0 | 4–3 |
| ラシン・サンタンデール   | 2–1 | 5–2 | 4–0 | 5–1 | 4–0 | 4–2 | 4–3 | 3–1 | 2–6 | —   | 3–0 | 6–2 |
| セビージャFC             | 0–2 | 1–1 | 2–1 | 1–0 | 2–0 | 1–2 | 2–1 | 2–0 | 1–1 | 1–2 | —   | 1–2 |
| バレンシアFC             | 1–1 | 1–1 | 1–2 | 0–2 | 1–0 | 5–2 | 1–2 | 2–1 | 1–1 | 1–0 | 5–0 | —   |

### 昇格チーム
- クルブ・セルタ (セグンダ・ディビシオン1935-1936昇格プレーオフ優勝)[41]
- サラゴサFC (セグンダ・ディビシオン1935-1936・同2位)[42]

## 得点ランク・記録

### 得点ランキング
| 得点者                                 | 得点数 | 試合数 | 得点率 | チーム                   |
| -------------------------------------- | ------ | ------ | ------ | ------------------------ |
| イシドロ・ランガラ                     | 28     | 21     | 1.33   | オビエドFC               |
| バタ                                   | 21     | 20     | 1.05   | アスレティック・ビルバオ |
| イルデフォンソ・フェルナンド・サニュド | 20     | 21     | 0.95   | マドリードFC             |
| フリアン・ベルガラ                     | 20     | 21     | 0.95   | CAオサスナ               |
| アントニオ・チャス                     | 15     | 22     | 0.68   | ラシン・サンタンデール   |
| エミリオ・カスティニャス               | 13     | 18     | 0.72   | ラシン・サンタンデール   |
| エレリータ                             | 13     | 19     | 0.68   | オビエドFC               |
| ジョゼー・アズクラー                   | 13     | 19     | 0.68   | FCバルセロナ             |
| エミリオ・ブラスケス                   | 12     | 21     | 0.57   | エルクレスFC             |
| ホセ・イララゴーリ                     | 11     | 17     | 0.64   | アスレティック・ビルバオ |
| ルイス・レゲイロ                       | 11     | 21     | 0.52   | マドリードFC             |
| フリオ・アントニオ・エリセギ           | 11     | 21     | 0.52   | アトレティコ・マドリード |
| エンリケ・ラリナガ                     | 11     | 22     | 0.52   | ラシン・サンタンデール   |

### ハットトリック
| 選手名                                 | 所属チーム               | 達成試合                                                                                                | 回数 |
| -------------------------------------- | ------------------------ | --- | ---- |
| バタ                                   | アスレティック・ビルバオ | 第2節・7-0ベティス                                                                                      | 1回  |
| ギジェルモ・ケジェメン                 | マドリードFC             | 第2節・6-0エスパニョール 第17節・3-4ラシン                                                              | 2回  |
| イルデフォンソ・フェルナンド・サニュド | マドリードFC             | 第4節・4-1バレンシア 第9節・6-2オサスナ 第11節・5-1ベティス                                             | 3回  |
| ルイス・レゲイロ                       | マドリードFC             | 第20節・4-1オサスナ                                                                                     | 1回  |
| イシドロ・ランガラ                     | オビエドFC               | 第4節・6-2ラシン 第5節・5-2エルクレス 第15節・4-2ラシン 第18節・5-1エスパニョール 第22節・4-3バレンシア | 5回  |
| エミリオ・カスティニャス               | ラシン・サンタンデール   | 第2節・6-2バレンシア                                                                                    | 1回  |
| ジョゼー・アズクラー                   | FCバルセロナ             | 第13節・3-0アトレティコ                                                                                 | 1回  |
| エンリケ・フェルナンデス               | FCバルセロナ             | 第19節・5-0オサスナ                                                                                     | 1回  |
| パキーリ                               | ベティス・バロンピエ     | 第1節・5-1オサスナ 第3節・3-2オビエド                                                                   | 2回  |
| マヌエル・ギヤーロ                     | バレンシアFC             | 第1節・5-0セビージャ                                                                                    | 1回  |
| フリアン・ベルガラ                     | CAオサスナ               | 第14節・6-1エスパニョール                                                                               | 1回  |

### 最少失点ゴールキーパー
| 選手         | 所属                 | 試合数 | 失点数 | 失点率 |
| ------------ | -------------------- | ------ | ------ | ------ |
| スペインの旗 | グレゴリオ・ブラスコ | 21     | 30     | 1.47   |

## できごと
- グレゴリオ・ブラスコが3度目の最少失点率(今日のサモラ賞)を達成。リカルド・サモラが持っていた当時の最多達成回数に並んだ。